# Виллупурам (округ)
Виллупу́рам (англ. Villupuram) — округ в индийском штате Тамилнад. Образован 30 сентября 1993 года в результате разделения округа Южный Аркот на два самостоятельных округа — Виллупурам и Куддалор. Административный центр — город Виллупурам. Площадь округа — 7250 км².

## Население
По данным переписи 2011 года население округа составляет 3 463 284 человека. Плотность населения — 482 чел/км². Уровень роста населения в период с 2001 по 2011 годы составил 16,99 %. Гендерный состав: 985 женщин на 1000 мужчин; уровень грамотности населения — 72,08 %.
Население по данным прошлой переписи 2001 года составляло 2 960 373 человека. Уровень грамотности составлял 64,68 %; городское население было на тот момент всего 14,42 %.

## Административное деление
В административном отношении подразделяется на 8 талуков:
- Виллупурам
- Каллакуричи
- Гирги
- Тиндиванам
- Ванур
- Тируккойилур
- Улундурпет
- Санкарапурам